# Bolxoie Pseüixko
Bolxoie Pseüixko - Большое Псеушко (rus) - és un aül del krai de Krasnodar, a Rússia. Es troba als vessants meridionals de l'extrem oest del Caucas occidental, a la vora del riu Bolxoie Pseüixko, afluent de l'Aixé, molt a prop de Sotxi. És a 20 km al nord-est de Tuapsé i a 110 km al sud de Krasnodar.
Pertany al poble de Gueórguiievskoie.